# Różewicz
Różewicz (pl. Różewiczowie) – polskie nazwisko, rodzime, przyrostkowe (-ewicz), utworzone od słowa róża.
Na początku lat 90. XX wieku nosiło je w Polsce 581 pełnoletnich osób. Najwięcej w dawnym woj. bydgoskim (64 osoby), poznańskim (58 osób) i wrocławskim (57 osób).

## Osoby o nazwisku Różewicz
- Ewa Romanowska-Różewicz (ur. 1949) – montażystka filmowa
- Jan Różewicz (ur. 1953, zm. 2008) – reżyser teatralny, syn Tadeusza
- Janusz Różewicz (ur. 1918, zm. 1944) – poeta, brat Stanisława i Tadeusza
- Julia Różewicz (ur. 1982) – tłumaczka literatury czeskiej
- Rafał Różewicz (ur. 1990) – poeta
- Stanisław Różewicz (ur. 1924, zm. 2008) – reżyser filmowy, brat Janusza i Tadeusza
- Tadeusz Różewicz (ur. 1921, zm. 2014) – poeta, brat Janusza i Stanisława
- Zenon Różewicz (1891-1939), lekarz, oficer